# Vincenzo Scalera
Vincenzo Scalera (* in New Jersey) ist ein italienischer Pianist und Cembalist. Bekannt ist er als Liedbegleiter.

## Leben
Als Kind italo-amerikanischer Eltern wurde Scalera an der Manhattan School of Music ausgebildet. Er beendete sein Studium in Italien und wurde 1980 als Studienleiter und Pianist an das Teatro alla Scala engagiert. Er gastierte beim Edinburgh Festival, in Martina Franca, Jerusalem, Istanbul, Les Chorégies d’Orange, beim Carinthischen Sommer, den Salzburger Festspielen und beim Rossini Opera Festival Pesaro.
Er war Liedbegleiter von Carlo Bergonzi, Andrea Bocelli,  Montserrat Caballé, José Carreras, Juan Diego Flórez (Salzburg 2015, 2016, 2024), Leyla Gencer, Vittorio Grigolo, Sumi Jo, Raina Kabaivanska, Katia Ricciarelli, Renata Scotto, Cesare Siepi und Lucia Valentini Terrani. Scalera lehrt derzeit an der Accademia d’Arti e Mestieri in Mailand.